# Tesoro di Morgantina

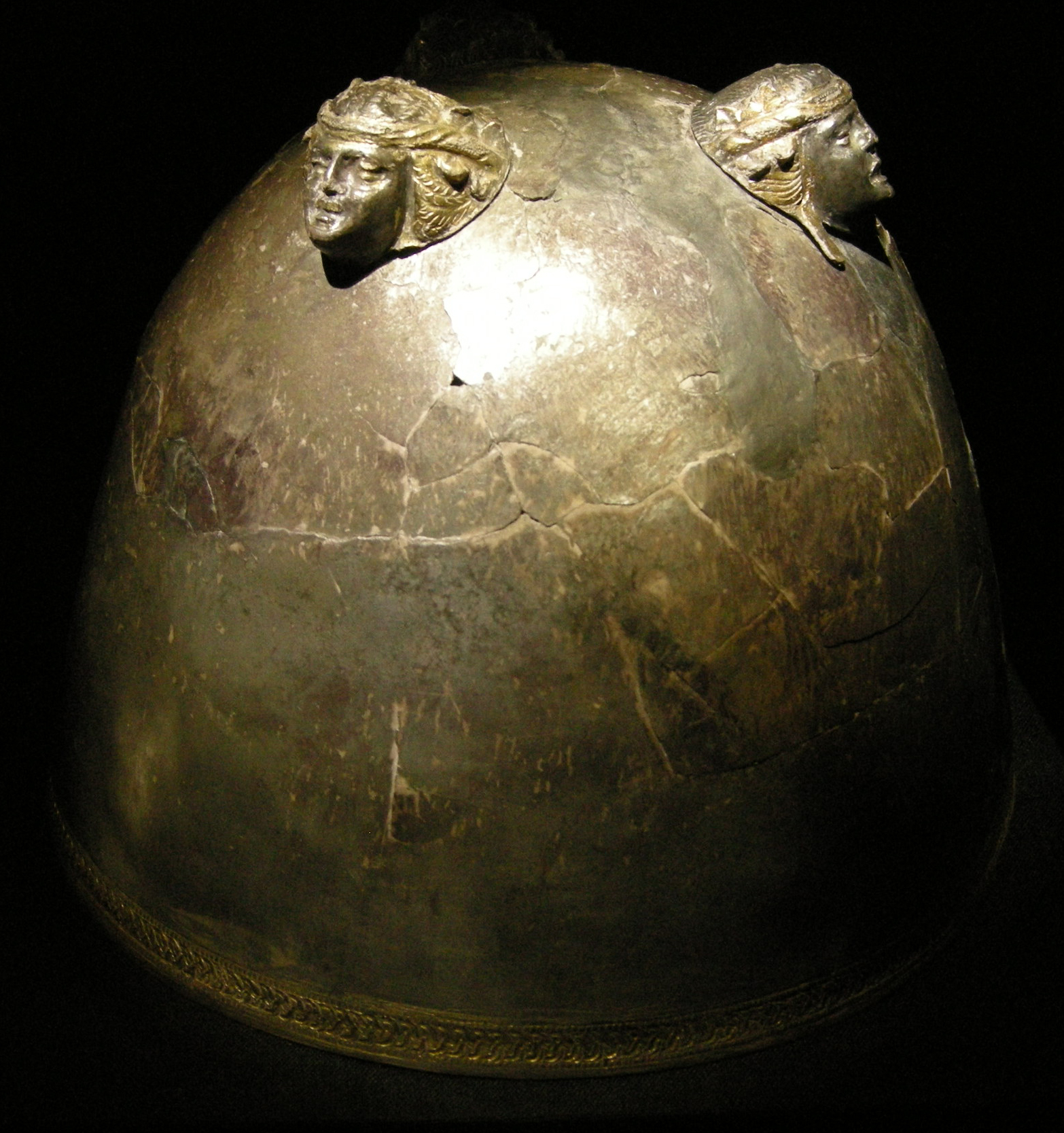
Coppa del Tesoro di Morgantina

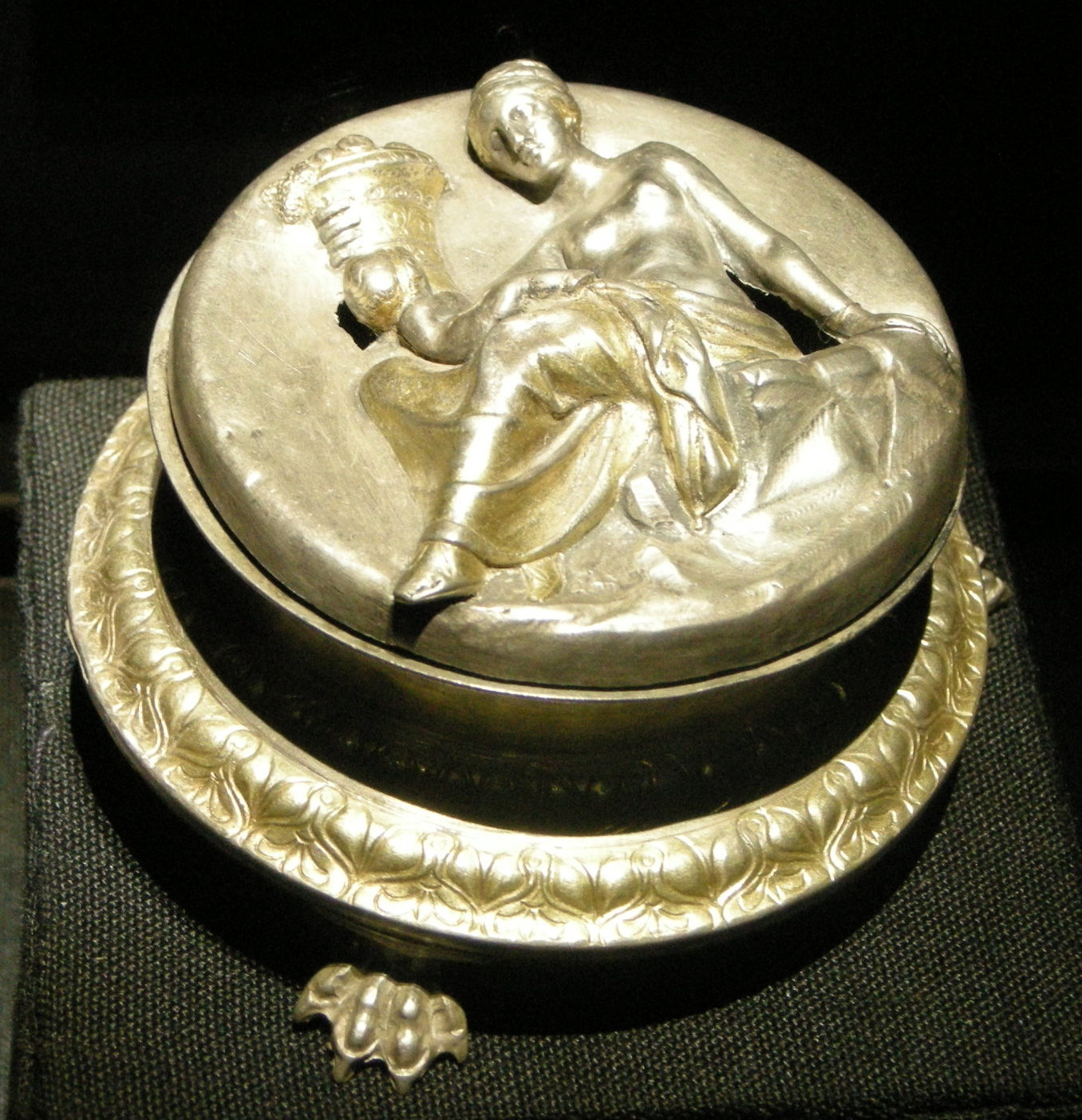
Un reperto

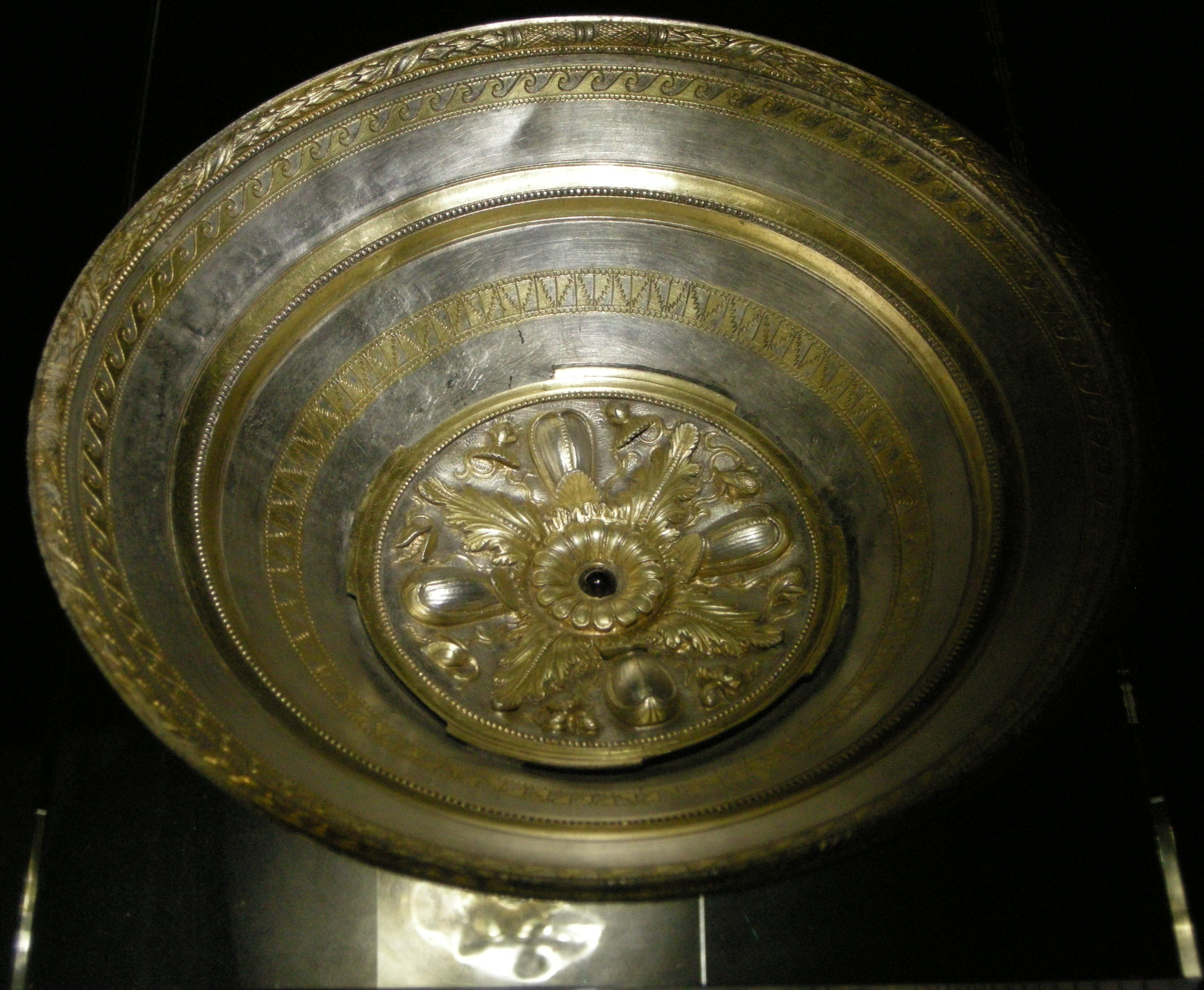
Scodella

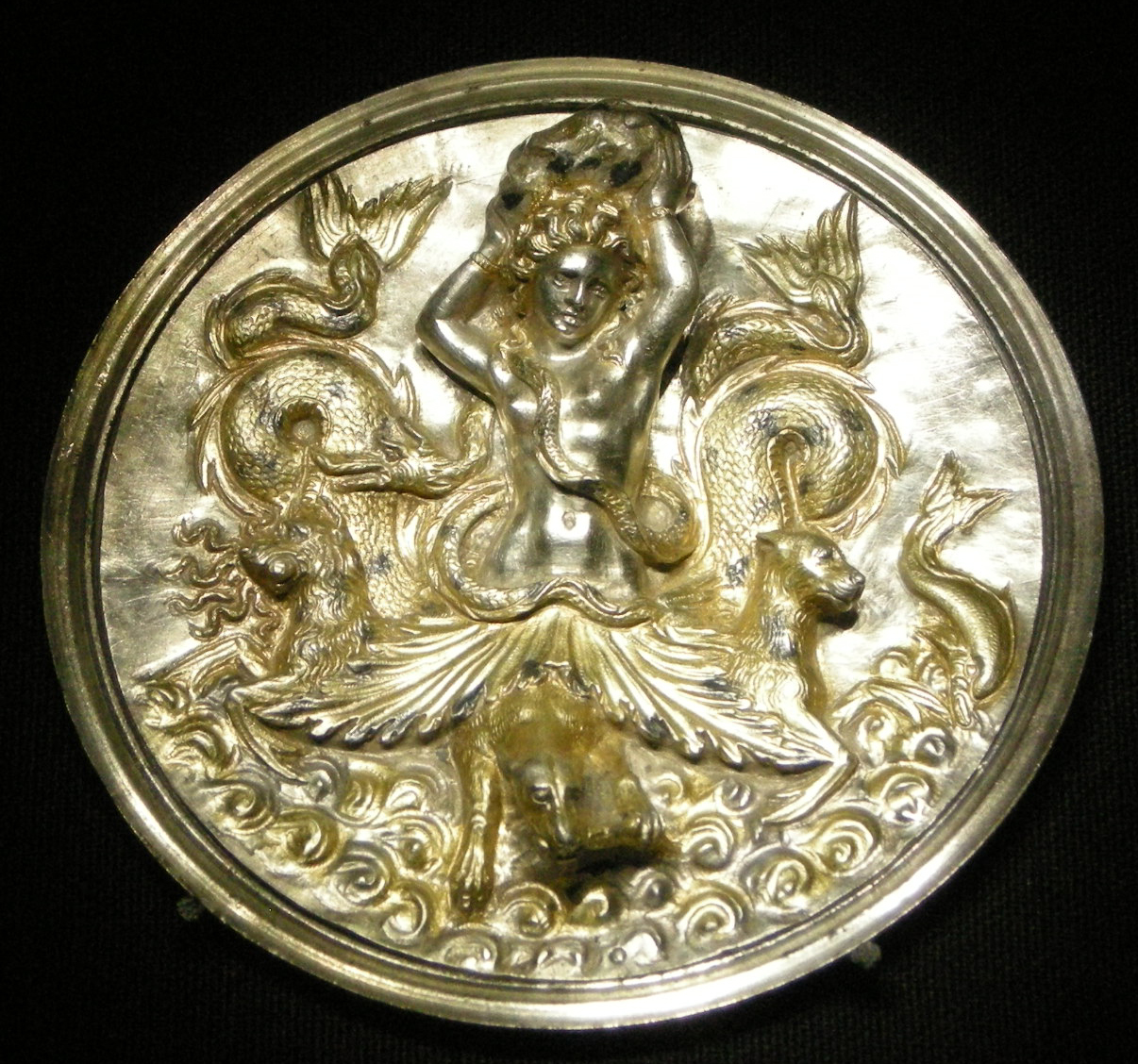
Piatto

Il tesoro di Morgantina è costituito da 15 pezzi in argento, risalenti al III secolo a.C. e provenienti da Morgantina, scoperti casualmente nel 1978.

## Storia
Il tesoro è stato rinvenuto presso un edificio di Morgantina in Sicilia, forse nascosto in occasione del saccheggio della città ad opera dei Romani nel 211 a.C. La realizzazione degli oggetti è datata al 240 a.C. circa, all'epoca in cui la città era sottoposta a Gerone II di Siracusa.
Secondo alcuni studiosi il tesoro sarebbe appartenuto allo ierofante, sommo sacerdote di Demetra e Persefone.Q.
Nel febbraio del 2006 il ministro dei beni culturali, l'assessore regionale ai beni culturali e ambientali della Regione Siciliana e il direttore del Metropolitan Museum di New York Philippe De Montebello, hanno convenuto che  gli argenti fossero restituiti all'Italia, Ma che ogni quattro anni tornassero al Metropolitan Museum per Essere esposti. Nel 2010, dopo il primo rientro, il tesoro è stato temporaneamente esposto a Palazzo Massimo alle Terme a Roma, e poi consegnato alla Regione Siciliana per essere esposto nel museo archeologico di Aidone. 
Nel 2015 gli Argenti tornano negli Stati Uniti dove restano per altri 4 anni. Il ritorno ad Aidone è datato giugno 2020 
 e dopo il rientro dei preziosi reperti, l'assessore dei Beni culturali e dell'Identità siciliana Alberto Samonà annuncia la volontà del governo siciliano di non trasferire mai più gli Argenti negli Stati Uniti - anche a causa della loro fragilità - ma di voler rivedere l'accordo del 2006 d'intesa con il museo newyorkese.
Nasce una trattativa, sovrintesa dal Mic, il Ministero italiano della Cultura, che si conclude felicemente nel settembre del 2022 con un accordo siglato tra il museo archeologico siciliano Salinas di Palermo e il Met, che modifica la convenzione del 2006 e sancisce che ogni tre anni i due musei si scambieranno opere d'arte da selezionare insieme, al posto degli Argenti di Morgantina, destinati a restare così stabilmente in Sicilia..
Il provvedimento, reso noto dallo stesso assessore Alberto Samonà pone fine all'annosa questione del tesoro trafugato e della sua movimentazione quadriennale.

## Descrizione
Il tesoro è costituito dai seguenti pezzi:
- due coppe profonda a profilo concavo (diametro 22 cm; peso 407-418 g);
- pisside con lamina decorata a sbalzo (diametro 10,5 cm peso 81 g) con la raffigurazione di Eirene con la cornucopia e il piccolo Eros o Pluto;
- coppa semisferica (diametro 13–14 cm; peso 151 g);
- skyphos ovoide (diametro 13,3 cm;q peso 300 g);
- kyathos (diametro 5,5 cm; altezza 24,7 cm; peso 119 g);
- due recipienti tronco-conici per mescolare il vino, con tre appoggi forgiati come maschere teatrali raffiguranti Demetra, Persefone e Dionisio (altezza 20 cm; diametro 26 cm; peso 891 g);
- coppa profonda a profilo conico altezza 6,8 cm; diametro 21 cm; peso 479 g;
- olpe a corpo ovoidale (altezza 9,1 cm; diametro 8 cm; peso 178 g);
- phiale mesomphalos a 12 raggi (altezza 2,3 cm; diametro 14,8 cm; peso 104 g);
- pisside (altezza 5,5 cm; diametro 8,3 cm; peso 148 g) con la raffigurazione della Scilla, o forse Sikelia, in atto di lanciare un masso di pietra lavica;
- piccolo altare cilindrico (bomiskos) su base quadrata (altezza 11 cm; base 10,6 cm; peso 368 g) decorata con un bucranio e la scritta greca "Sacro agli Dei" .
- coppia di corna (lunghezza 15,5 cm; peso 74 g) utilizzate per il rito religioso.